# Transféminisme

Symbole du transféminisme

Le transféminisme, écrit aussi trans féminisme, a été défini par Emi Koyama comme « un mouvement fait par, et pour, les femmes trans qui voient leur libération comme devant être intrinsèquement liée à la libération de toutes les femmes, et au-delà ». Koyama note qu'il « est également ouvert à d'autres queers, personnes intersexes, hommes trans, femmes et hommes non-trans, et d'autres sympathisants étant au fait des besoins des femmes trans, et qui considèrent leur alliance avec les femmes trans, essentielle pour leur propre libération ». Le transféminisme a également été défini plus généralement comme étant « une approche du féminisme informée sur la politique trans ».
Le transféminisme est introduit au début de la deuxième vague du féminisme par des penseuses telles que Sandy Stone, considérée comme la fondatrice des études sur la transidentité, et Sylvia Rivera, émeutière de Stonewall et fondatrice de Street Transvestite Action Revolutionaries. En 2006, le premier livre sur le transféminisme, Trans/Forming Feminisms: Transfeminist Voices Speak Out, sort en Amérique, édité par Krista Scott-Dixon, et publié par Sumach Press,. Du côté francophone, le terme trans féminisme est utilisé pour la première fois dans une conférence prononcée par Lalla Kowska-Régnier en 2005 intitulée « Les mutations féministes : Trans Féminisme ou Transsinisme ? ». Du côté académique, Elsa Dorlin a abordé la question des praxis trans féministes en 2008 dans son ouvrage Sexe, genre et sexualité, alors qu'Alexandre Baril est le premier chercheur à utiliser et définir en français le terme transféminisme en français en 2009 dans son texte intitulé « Transsexualité et privilèges masculins : Fiction ou réalité ? ».

## Historique
Les premières voix du mouvement sont celles de Kate Bornstein et Sandy Stone, dont l'essai « The Empire Strikes Back » était une réponse aux écrits transphobes de Janice Raymond. Au XXIe siècle, Krista Scott-Dixon et Julia Serano, ont publié des ouvrages transféministes.
Transfeminism.org a été créé en 2000 pour promouvoir le Transfeminism Anthology Project de Diana Courvant et Emi Koyama. Le site est principalement consacré, cependant, à l'introduction de la notion de transféminisme dans le secteur universitaire et de la recherche, et pour mettre en lien des personnes travaillant sur des projets et des thèmes transféministes, grâce à une anthologie du même nom. Koyama et Courvant ont recherché d'autres transféministes pour augmenter leur visibilité. Il a été prévu que cette anthologie ouvre le mouvement à un large public. Lors d'un événement de Yale, l'utilisation du mot Courvant (dès 1992), et la participation au site Transfeminism.org, a peut-être fait d'elle l'inventrice du terme.
Patrick Califia a utilisé le mot dans la presse en 1997, et c'est la première utilisation de ce mot dans la presse hors périodiques. Il est probable, que le terme ait été utilisé à plusieurs reprises avant l'an 2000 (ou même avant la première utilisation revendiquée par Courvant en 1992). Le terme a connu un regain'à partir de 1999. Jessica Xavier, une connaissance de Courvant, a peut-être indépendamment inventé le terme quand elle l'a utilisé pour introduire ses articles « Passing As Stigma Management » et « Passing as Privilege » à la fin 1999,. Emi Koyama a écrit le très lu « Transfeminist Manifesto » au moment du lancement du site web qui a aidé à répandre le terme.
Au cours des dernières décennies, l'idée selon laquelle toutes les femmes partagent une expérience commune a été remis en question par les femmes de couleur, les lesbiennes et les femmes de la classe ouvrière, entre autres. Beaucoup de personnes trans remettent également en doute ce que signifie l'égalité, et remettent en cause le genre comme étant un fait biologique. les transféministes insistent pour que leurs expériences uniques soient reconnues comme faisant partie de la sphère féministe.
Le transféminisme comprend tous les grands thèmes de la troisième vague féministe, incluant le multiculturalisme, l'image du corps, et l'agency des femmes. Le transféminisme n'est pas seulement la fusion des préoccupations trans et féministes. Ce mouvement inclut aussi l'analyse critique de la deuxième vague féministe, du point de vue de la troisième vague féministe. Comme tous les féminismes, le transféminisme critique les notions traditionnelles de masculinité, et soutient que les femmes méritent l'égalité des droits. Enfin, le transféminisme partage le principe unificateur d'autres féminismes, selon lequel le genre est une construction sociale patriarcale utilisée pour opprimer les femmes. Par conséquent, pour un grand nombre, le « trans » dans transgenres a été utilisé pour impliquer la transgressivité (transgressiveness),. Nicholas Birns catégorise en effet le transféminisme comme étant « un féminisme qui définit le terme « trans- » de manière hétérogène au maximum. »
La légitimité du mouvement du transféminisme a été plus controversée que pour les autres féminismes. Marginalisées, les femmes trans ont dû prouver que leurs besoins étaient différents, car le féminisme traditionnel ne les incluait pas nécessairement dans leur lutte. Au contraire, les femmes trans doivent montrer que leur féminité est tout aussi valable que celle des autres femmes, et que le féminisme peut les inclure sans cesser d'être du féminisme.

## Féminisme vs transféminisme

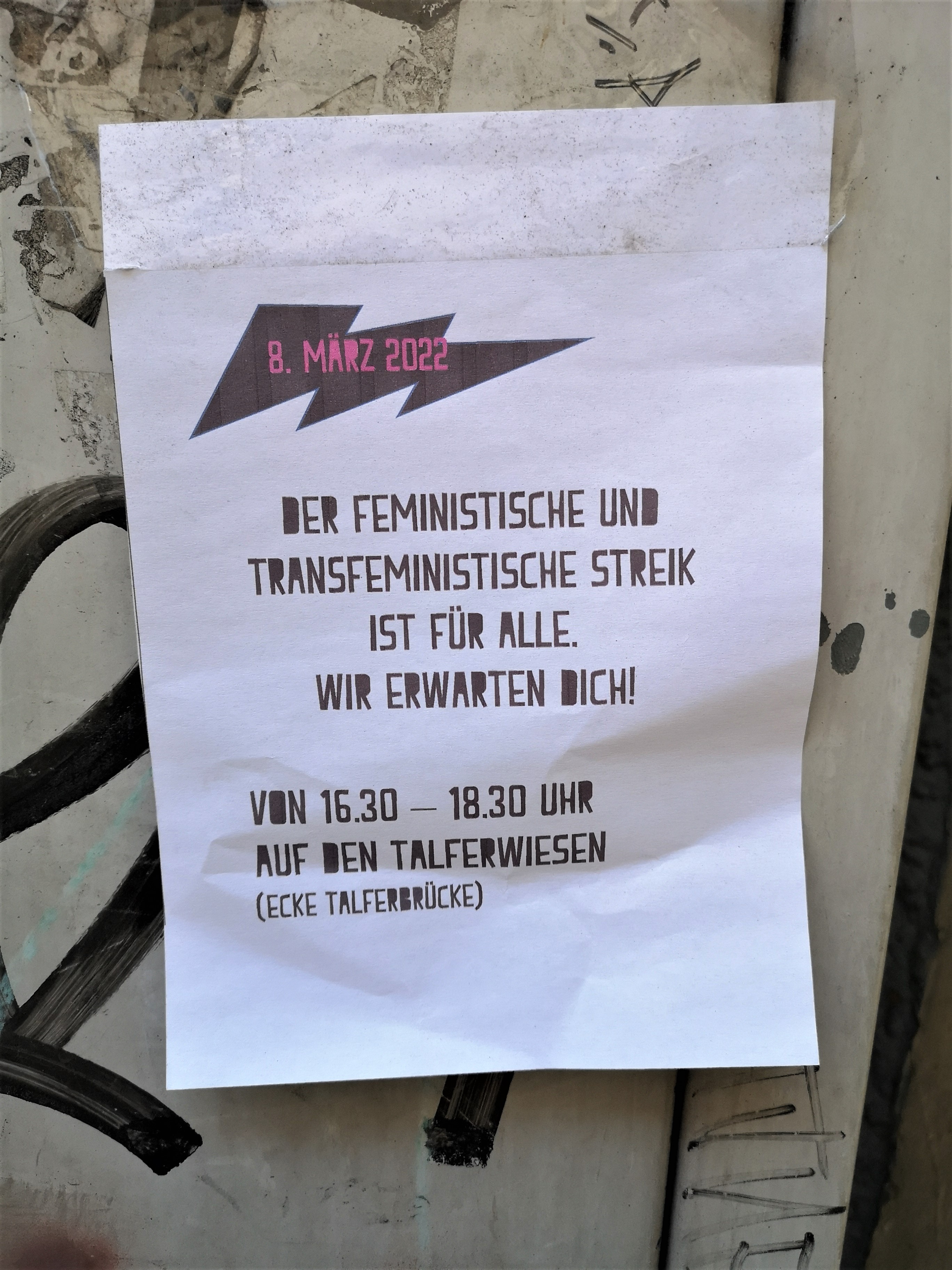
Appel conjoint féministe et transféministe à la grève à Bolzano le 8 mars 2022.

### Bases communes
Un des principes de base du féminisme est constitué par le credo selon lequel la biologie ne doit pas servir de prétexte à une hiérarchisation entre les sexes, menant à l'idée importante selon laquelle les femmes ne devraient pas se soumettre aux rôles sexués traditionnels. Le transféminisme développe ce point de vue en faisant valoir que personne ne devrait être limité par des normes de sexe et ou de genre.
Les féministes ont traditionnellement cherché à définir ce que signifie être une femme. Les transféministes soutiennent que les personnes féministes trans et cisgenres s'opposent à des points de vue conventionnels de la société en termes de sexe et de genre. Le mouvement transgenre propose au féminisme une nouvelle approche selon laquelle le genre est une construction sociale, offrant par-là même un nouveau sens au concept de genre.
Les critiques que les transféministes font au courant dominant du féminisme sont principalement orientées sur le fait qu'il s'agit d'un mouvement institutionnalisé, et que le féminisme a perdu de vue l'idée de base selon laquelle la biologie ne constitue pas une destinée,. Le transgénérisme résiste et conteste la fixité du genre dont dépendent les approches traditionnelles des études sur les femmes.
Les personnes trans sont fréquemment la cible de violences anti-trans,. Alors que les femmes non-trans font également régulièrement face à la violence, les transféministes comprennent la violence anti-trans comme étant une forme de police des sexes.

### Différences
Malgré les similitudes, il existe également des différences entre le féminisme traditionnel et le transféminisme. Le transféminisme est en opposition au féminisme de la deuxième vague. Les transféministes critiquent souvent l'idée d'une fraternité universelle, en s'alignant plutôt avec les idées de la troisième vague féministe. En rappelant leur expérience commune, les transféministes contestent directement l'idée que la féminité est une construction entièrement sociale. Au contraire, elles considèrent le sexe comme étant un ensemble multiforme de diverses qualités intrinsèques et sociales. Par exemple, il y a des hommes/femmes cis/trans qui s'expriment d'une manière inhabituellement féminine ou masculine. Parce que cela affecte fortement la façon dont les expériences des personnes s'articulent avec le sexe, et leur position au sein du patriarcat, les transféministes diront que l'expression masculin/féminin est un concept important qui devrait être développé et creusé par les féministes, afin de la comparer et la mettre en contraste, à la fois avec le genre attribué à la naissance, et l'identité de genre.

#### Solidarité féminine (Sisterhood)
La « solidarité féminine » est un terme qui sépare le transféminisme du féminisme de la deuxième vague. La « solidarité féminine » en tant que concept évoque l'idée que le patriarcat et ses tactiques sont tellement universelles que les expériences des femmes sont partout équivalentes. Les femmes issues de sociétés culturellement, ethniquement, et/ou économiquement différentes, les jeunes femmes et les jeunes filles, les femmes handicapées et les autres opposées à l'idée d'une fraternité universelle et de ses prolongements, ont deux idées dominantes : d'abord, si l'on travaille pour le bénéfice d'une femme, on travaille pour le bénéfice de tous également ; deuxièmement, que dans une société sexiste, toutes les femmes ont le même niveau (minimum) de puissance.
Ces questions ont été confrontées dans de nombreux forums avant que le transféminisme soit inventé. « Killing the Black Body », illustrait la manière dont le mouvement féministe-blanc conduisait, parfois, à travailler au détriment des femmes pauvres et/ou issues de minorités. « This Bridge Called My Back » est une anthologie des écrits féministes du tiers monde qui remet en question l'idée de puissances égales chez les femmes.
Les transféministes signalent de nombreuses situations sous-examinées dans lesquelles l'utilisation d'une femme de pouvoir a le potentiel de blesser une autre femme. Les transféministes, par exemple, proposent des conseils consultatifs en cas de crise, des refuges pour femmes, des stages féministes non rémunérés et sous-payés, la création de fonds pour aider les employées trans en cas de problèmes de santé non traditionnels. L'enquête transféministe sur le féminisme et l'invalidité a été particulièrement fructueuse, ainsi que celle sur le féminisme et le sexe, et sur la combinaison des trois,.

#### Accès aux espaces féministes
Bien que parfois peu reconnues, certaines personnes trans soutiennent et font partie de mouvements féministes, leur intégration dans ces mouvements passant toutefois par l'acceptation de leur identité de femmes. Les obstacles à cette reconnaissance font des transféministes des alliées naturelles pour les femmes racisées qui subissent le racisme dans un environnement féministe majoritairement blanc. Raymond par exemple définit les personnes trans comme fondamentalement extérieures au féminisme. Certains conflits documentés comme générés par des personnes trans se sont avérés être le fait de réactions excessives à leur encontre.

#### Féminité
La féminité est devenue un lieu de discorde entre transféministes et autres féministes. Quelques femmes trans exagèrent leurs traits féminins. En raison du fait que les crimes haineux et les punitions sociales sévissent à l'encontre des personnes trans,, dépeindre, voire exagérer, certaines caractéristiques sociales du genre, et éviter toute ambiguïté, peut augmenter le sentiment de sécurité d'une personne trans. Même lorsque les signes visibles de la féminité ne sont que légèrement différentes des normes, ils peuvent être considérés comme trop marqués et inappropriés,.
Le biais d'échantillonnage est l'argument le plus probable concernant un prétendu nombre disproportionné de femmes trans féministes à l'apparence très féminine. Les personnes trans sont considérées comme des exceptions bizarres par rapport aux normes de la société. Ainsi, quand une personne semble tenir dans — ou quasiment parmi — les normes de la société, on est supposé ne pas être une personne transgenre. Quand une personne voit quelqu'un qui n'est pas facilement classable comme homme ou femme, il ne suppose presque jamais que le sujet soit trans. Telles sont les règles de la bonne société : il serait impoli d'assurer qu'une autre personne soit trans. Cette formation est si profonde qu'il est impossible de remarquer chaque personne trans qu'on rencontre. Ainsi, l'idée que les femmes trans seraient en quelque sorte plus féminines est une simple assertion, plus souvent faite par celles et ceux qui souhaitent calomnier les femmes trans et qui menacent de servir les mouvements anti-féministes,,. La féminité, chez les femmes trans, est remarquée et est punie beaucoup plus sévèrement que les mêmes comportements chez les femmes non-trans. Julia Serano fait référence au type de misogynie vécue par les femmes trans par le terme « transmisogynie ».

#### Womyn-born-womyn
Janice Raymond, Mary Daly et Sheila Jeffreys, entre autres, affirment que le mouvement féministe ne doit pas concentrer son énergie sur les femmes trans,,. Les opposants, tels que Kelsie Brynn Jones, soutiennent que l'exclusion des femmes trans, des espaces réservés aux femmes, les prive de leur droit à l'auto-identification, et leur fait vivre l'expérience de la transmisogynie.

#### Féminisme radical et transféminisme
Alors que de nombreuses féministes radicales ont exprimé des points de vue anti-trans,,, le rejet de la transidentité n'est pas unanime. L'écrivaine féministe radicale et militante Andrea Dworkin, dans son livre Woman Hating, témoigne contre la persécution et la haine des personnes trans et exige que la chirurgie de réattribution sexuelle soit fournie gratuitement aux personnes trans par la communauté.
Quelques femmes trans ont participé au féminisme lesbien et au féminisme radical. Un exemple bien connu est celui de Sandy Stone, une féministe lesbienne transgenre qui a travaillé comme technicienne du son pour Olivia Records. En juin et juillet 1977, lorsque vingt-deux féministes ont protesté contre la participation de Stone, Olivia Records a défendu son employée en disant que Stone était une « femme avec laquelle on se sent à l'aise et en confiance » et qu'elle était « peut-être même l'assistante ingénieure que nous avions si longtemps cherchée. »

##### Transphobie au sein du féminisme radical
Le livre de la féministe radicale Janice Raymond, The Transsexual Empire (1979) a été, et est encore, controversé en raison de sa condamnation sans équivoque des chirurgies pour les personnes trans. Raymond dit : « Toutes les transsexuelles violent le corps des femmes en réduisant la forme féminine réelle à un artefact, s'appropriant ce corps pour elles-mêmes.
Le champ de bataille le plus visible des féministes et transféministes a peut-être été le Michigan Womyn's Music Festival. Le festival avait éjecté une femme trans, Nancy Burkholder, dans le début des années 1990. Depuis, le festival a maintenu qu'il est destiné aux « womyn-born-womyn » seulement. Le groupe militant Camp Trans avait protesté contre la transphobie politique « womyn-born-womyn » et plaidé pour une plus grande acceptation des personnes trans au sein de la communauté féministe. Un certain nombre de militants et transféministes trans éminents ont participé à Camp Trans, y compris Riki Wilchins, Jessica Xavier, et Leslie Feinberg,,. Le festival permet aux femmes trans post-opératoires d'assister, mais cela a été critiqué comme étant une discrimination de classe, autant de femmes trans ne peuvent se permettre la chirurgie génitale.
Kimberly Nixon est une femme trans qui a donné des formations à Vancouver Rape Relief à Vancouver, en Colombie-Britannique, en 1995. Lorsque sa transidentité a été révélée, elle a été expulsée. Le personnel a décidé qu'au vu de la condition de Nixon, il était impossible pour elle de comprendre les expériences de leurs clients, et qu'il était également nécessaire que leurs clients aient été assignés femmes. Nixon était en désaccord, divulguant sa propre histoire de violence conjugale et de poursuite pour discrimination. Les avocats de Nixon ont fait valoir qu'il n'y avait aucune raison d'être rejetée, citant les expériences de Diana Courvant, la première femme publiquement trans, travaillant en interne, à l'abri de la violence domestique sur les femmes. En 2007, la Cour suprême du Canada a refusé d'entendre l'appel de Nixon, mettant fin à l'affaire,,.
Certaines femmes trans, telle que Sandy Stone, ont contesté la conception féministe de « femme biologique ». Stone a travaillé comme ingénieure du son pour Olivia Records de 1974 à 1978, avant de démissionner à cause de la controverse d'une femme trans travaillant pour une entreprise composée de femmes lesbiennes. Le débat s'est poursuivi jusque dans le livre de Raymond, qui a consacré un chapitre à la critique de « la lesbienne-féministe transsexuellement construite ». Stone répond au livre par la publication en 1991 de The Empire Strikes Back: A Posttranssexual Manifesto.
Des groupes comme Lesbian Organization of Toronto instaurent les politiques du « womyn-born womyn only ». Une demande officielle pour rejoindre le L.O.O.T. a été faite par une femme trans lesbienne en 1978 ; en réponse, l'organisation a voté pour exclure les femmes trans. Au cours de discussions informelles, les membres de L.O.O.T ont exprimé leur indignation quant à un « changement de sexe... la créature ose s'identifier comme une femme et comme une lesbienne. » Dans leur réponse publique, L.O.O.T. a écrit : « Une voix de femme a toujours été une voix de femme. Voici qu'un gars arrive en disant : « Je vais être une fille maintenant, et parler pour les filles. » Et nous avons pensé : « Non, vous n'en êtes pas une. » Une personne ne peut pas simplement rejoindre les opprimés par décret ». Sheila Jeffreys a étiqueté le transgénérisme comme étant « très problématique dans une perspective féministe » et a déclaré que « le transsexualisme doit être considéré comme une violation des droits de l'homme ». Elle a aussi écrit Gender Hurts: A Feminist Analysis of the Politics of Transgenderism, publié en 2014.

## Les principales questions du transféminisme

### Inclusion dans le courant du féminisme
Les transféministes luttent pour être acceptés par le féminisme en général. Des groupes tels que les Lesbian Avengers acceptent les transféministes, tandis que d'autres les rejettent. Les organisations féministes qui comprennent à la fois les femmes hétérosexuelles et non-hétérosexuelles sont souvent plus accueillantes que les organisations spécifiquement non-hétérosexuelles. Les plus réticents sont les abris de ségrégation sexuelle et les centres de soutien aux victimes d'agressions sexuelles.
Max Wolf Valerio a contribué, en tant qu'homme trans, à l'anthologie féministe « This Bridge We Call Home » qui a suivi « This Bridge Called My Back », auquel avait contribué Valerio, avant de faire son coming-out. Le fait que les hommes trans soient acceptés dans un groupe, lieu, ou événement, varie selon les nuances de l'identité, d'appartenance, ou de relation personnelle. L'acceptation ou le rejet d'un homme dépend souvent de ses contributions antérieures au féminisme, et de ses relations amicales avec un membre du groupe de premier plan. Il n'y a pas de tendance claire sur l'acceptation féministe des hommes trans autre que des discussions plus élaborées,.
Certaines femmes trans ne considèrent pas le terme « transféministe » approprié pour les hommes trans, parce que le transféminisme met l'accent sur la libération des femmes trans de la transmisogynie, que les hommes trans ne connaissent pas.

### Dysphorie de genre
Le trouble de l'identité sexuelle décrit la situation des personnes qui souffrent d'une dysphorie importante en rapport au sexe/genre qui leur a été assigné à la naissance, et/ou aux rôles de genre associés à ce sexe/genre. Le terme « trouble de l'identité de genre » est aussi utilisé dans le diagnostic formel utilisé parmi les psychologues et les médecins. Le trouble de l'identité de genre est classé comme un trouble médical par la CIM-10 et le DSM-5 (appelé dysphorie de genre). Beaucoup de personnes transgenres, transféministes et chercheurs soutiennent la déclassification du trouble de l'identité de genre, parce qu'ils pensent que le diagnostic pathologise la variance de genre, et renforce le modèle binaire du genre, et il peut en résulter une stigmatisation des individus transgenres. Beaucoup de transféministes et de féministes traditionnels proposent également que ce diagnostic soit écarté en raison de son utilisation potentiellement abusive par des personnes ayant le pouvoir, et peut faire valoir que la variation de genre est le droit de toutes personnes. Les transféministes « pro-trouble de l'identité de genre », plaidant pour le maintien de la catégorie du diagnostic actuel, plaident également pour le maintien d'une plus grande responsabilité professionnelle.
Dans de nombreuses situations ou juridictions, les personnes trans ont une couverture d'assurance pour la chirurgie, seulement à la suite du diagnostic. L'élimination du diagnostic serait donc une augmentation des coûts des patients. Dans d'autres situations, les lois anti-discrimination qui protègent juridiquement les personnes handicapées s'appliquent aux personnes trans, tant que le diagnostic existe. Dans d'autres cas, les personnes transgenres sont protégées par les lois contre la discrimination sexuelle, ou en tant que catégorie distincte. Cette question économique peut diviser les partisans en fonction des classes sociales.
En 2006, lors de la Trans Identity Conference à l'Université du Vermont, Courvant a présenté une analyse de cette controverse. Elle a noté que les « éliminationistes » doivent décider si leurs efforts pour déstigmatiser les personnes trans entraient en conflit avec les efforts visant à démystifier les maladies mentales, et si le retrait de la catégorie « trouble de l'identité de genre » apporterait effectivement de l'aide. À l'inverse, les « préservationistes » doivent résoudre le problème de diagnostics erronés, et de « traitements » abusifs. Elle a proposé de maintenir la catégorie, et de concentrer les efforts sur la légitimation en tant que maladie mentale, ainsi que d'améliorer l'acceptation des personnes trans, en laissant de côté la question du diagnostic.

## Transféminisme en Europe du sud
En Italie et en Espagne, le terme transféminisme est utilisé comme traduction de queer, dans le cadre des mouvements féministes. En Espagne, le terme a été particulièrement utilisé lors des Conférences Féministes Nationales, et plus largement dans le mouvement féministe. L'émergence du terme serait due à la rencontre au sein du mouvement féministe espagnol de différents groupes minorisés (lesbiennes, personnes trans, travailleuses du sexe, activistes post-porno, migrantes, militants anticapitalistes et squatteurs). Il est compris non seulement comme l'intégration des problématiques trans dans le mouvement féministe, mais aussi comme un changement de paradigme passant de la défense des victimes du sexisme à la lutte contre le système de genre binaire. Il se veut également une critique de la théorie queer anglo-saxonne, vue comme trop théorique et abstraite, en donnat une place plus importante au corps et à la sexualité,,. En Italie, le terme s'est particulièrement diffusée après la publication du Manifeste pour l'Insurrection Transféministe, publié en 2009 par le réseau espagnol Puta-BolloNegraTransFeminista et traduit en italien en 2010. Un séminaire organisé par l'organisation française Outrans, avec la participation de Sam Bourcier, a particulièrement contribué à cette diffusion internationale, tout comme les Cinq journées lesbiennes, organisées à Rome avec la participation de Paul. B. Preciado. En Italie, a été utilisé en particulier par les groupes LGBT Smaschieramenti, à Bologne, et Sommovimento NazioAnale, au niveau nationale. Non Una di Meno, un des principaux mouvements féministes italiens, se réclame du transféminisme. La grève du genre organisée par Non Una di Meno le 8 mars 2017 est d'inspiration transféministe. Dans le contexte italien, le terme est particulièrement utilisé par les féministes souhaitant se démarquer à la fois du féminisme de la différence et du mouvement LGBT institutionnel, en critiquant l'essentialisme, la binarité de genre et la cisnormativité. Le transféminisme italien accorde également une large place à l'anticapitalisme, à la justice sociale, l'antiracisme, à l'anticolonialisme et à la sexpositivité, ainsi qu'à la dénonciation des violences faites aux travailleuses du sexe. Le préfixe trans est également utilisé pour indiquer la prise en compte de l'intersectionnalité et la volonté de construire des alliances entre mouvements féministe, LGBT et des travailleuses du sexe.